# Radiodiffusion télévision sénégalaise
Pour les articles homonymes, voir RTS.
La Radiodiffusion Télévision Sénégalaise (RTS, aussi dénommée Radio Télévision Sénégalaise) est un organisme public sénégalais de diffusion radiophonique et audiovisuelle.
Créée en 1960, elle regroupe cinq chaînes de télévision et divers chaînes de radio.

## Histoire
À l'origine de la RTS se trouve Radio Dakar, créée en 1950, qui diffuse alors huit heures par jour. En 1951, deux stations apparaissent : Dakar Inter et Dakar Afrique, destinée à l'Afrique de l'Ouest.
En 1959, la fusion du Sénégal et du Mali dans la Fédération du Mali entraîne la formation de Radio Mali, créée à partir de Radio Inter. Dès le 20 août 1960, date où le Sénégal se sépare du Mali, Radio Mali devient Radio Sénégal, avec deux stations : la Chaîne nationale et la Chaîne internationale.
En 1965, le pays connaît ses premières émissions de télévision. Ces programmes sont uniquement à vocation scolaire.

En 1972, à l'occasion des Jeux olympiques de Munich, une véritable chaîne de télévision sénégalaise généraliste est lancée. À cette occasion, le gouvernement sénégalais crée un organisme pour gérer la radio et la télévision. Ainsi, l'Office de Radiodiffusion Télévision du Sénégal (ORTS) est créé par la loi 73-51 du 4 décembre 1973, exploitant deux chaînes de radio et une chaîne de télévision nationale.
Le 4 octobre 1973, l'ORTS, qui avait été en pourparlers avec Radio Gambia sur la production d'un programme de radio conjointe, fondée sur histoire de la Sénégambienne et la diffusion dans les langues locales, est venu à un accord, et le premier enregistrement jamais du programme, « Cossani Sénégambie » (l'histoire de la Sénégambie), a été faite. L'équipe gambienne est composée de diffuseurs vétérans comme Alhaji Alieu Ebrima Cham Joof (historien, ancien directeur des programmes et responsable des langues locales à Radio Gambia), Alhaji Assan Njie (Présentateur de Radio Gambia), Alhaji Mansour Njie (historien et présentateur de Radio Gambia, plus tard, Présentateur des GRTS, Gambia Radio & Television Service) et Alhaji Ousman Secka,. Alhaji Alieu Ebrima Cham Joof (coordonnateur du programme de Radio Gambia) s'est rendu à différentes parties du Sénégal et la Gambie en compagnie de son équipe de journalistes, y compris Cheickh Jallow, d'interviewer les personnes âgées bien informés sur les histoires de la Sénégambie,. L'équipe du Sénégal, composée de Ibrahima Benga dit Mbengue (Coordonnateur du programme pour ORTS), Dodou Diego Diop et Alioune Cissé, s'est également rendue à la Gambie à rassembler les matériaux.
Le programme a été pré-enregistré et il a été prévu par les deux stations de radio pour aller vivre dans le même temps et la date (mardi), de sorte que les auditeurs gambiens et sénégalais pouvaient l'écouter en même temps,,. En de nombreuses occasions, d'éminents historiens sénégalais ont fait des apparitions en direct à Radio Gambia studios et vice-versa,. L'émission de radio a été généralement accompagnée par de la musique live, de griots de premier plan comme Alhaji Bai Konte (sur Kora aussi griot), Alhaji Abdoulaye Samba (ou Abdulai Samba, sur Xalam aussi griot) et choristes. Certains des historiens de renom en provenance du Sénégal qui sont apparus sur le programme incluent : El Hadji Demba Lamine Diouf, Modou Diouf (également connu comme le capitaine Modou Diouf - apparition spéciale à Radio Gambie, 1979), El Hadji Mansour Guèye et Gorgi Makura Mboob. De la Gambie, ils comprennent : Dodou Nying Koliyandeh, Jabell Samba, Alhaji Babou Samba, Alhaji Bamba Suso, le docteur Lamine Mbaye, Alhaji Momodou Lamin Bah et Alhaji Sait Camara,,. Le programme a été un succès aussi bien au Sénégal et la Gambie, car aucun programme similaire n'existait avant, comme dans aucun pays ».

« Le programme Chossanie Sénégambie... a une audience plus élevée en Gambie et au Sénégal que n'importe quelle émission diffusée par d'autres ORTS et Radio Gambia. Il est le seul programme qui va dans la culture des gens eux-mêmes et de leur parler de l'histoire de leurs ancêtres. »

Alhaji Alieu Ebrima Cham Joof
La loi no 92-02 du 6 janvier 1992 crée la Société nationale de radiodiffusion télévision sénégalaise (RTS), qui remplace l'ORTS et change son statut d'établissement public à caractère administratif en société nationale.
En avril 2024, le nouveau président Bassirou Diomaye Faye nomme le journaliste Pape Alé Niang à la direction de la RTS, remplacant Racine Talla. Cette nomination se justifie par la proximité entre le journaliste et le nouveau président, sachant que la RTS n'est pas un média indépendant du pouvoir politique : en effet, sous les présidents Wade, Sall et Diomaye Faye, la RTS reproduit « quasi systématique[ment] des discours du pouvoir ».

## Identité visuelle

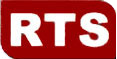
Logo de la RTS utilisé jusqu'à janvier 2012.
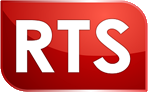
Logo de la RTS utilisé de janvier 2012 à avril 2021.
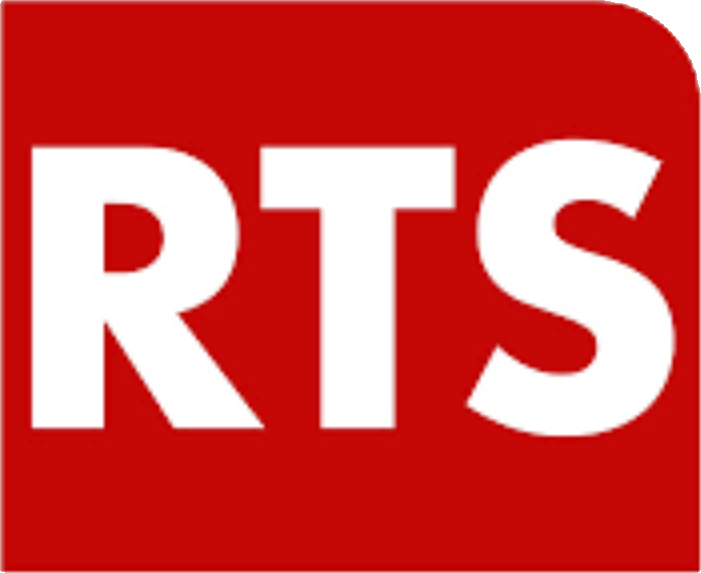
Logo actuel de la RTS utilisé depuis avril 2021.

## Activités

### Radio

#### Réseau national
- Chaîne nationale (Sénégal) : station généraliste multilingue.
- Dakar FM : station généraliste en français.
- Radio Sénégal International : radio destinée à l'étranger en français, wolof, pulaar, mandingue et arabe. Diffusion en FM au Sénégal, sur Worldspace pour l'étranger.

#### Réseau régional
La RTS dispose aussi d'un réseau de radios régionales dont beaucoup sont créées dans les années 1990 et 2000, avec une diffusion en langues vernaculaires, avec quelques émissions en français :
- Djourbel FM :  créée en 1998 et destinée à la région de Diourbel. À 60 % en wolof et à 25 % en sérère.
- Fatick FM : lancée en mars 1999 à 48 % en sérère et 45 % en wolof.
- Kaolack FM : émet depuis 1968 en de multiples langues pour la région de Kaolack.
- Kolda FM : fondée en mars 2000, elle émet à 50 % en pulaar et à 24 % en mandingue de 8 heures à 1 heure du matin.
- Louga FM : créée le 1er avril 1999, elle émet de 8 heures à minuit, notamment en wolof et en pulaar.
- Matam FM : créée en décembre 2004, notamment en pulaar, soninké et wolof. Elle émet pour Matam et sa région, Saint-Louis du Sénégal, une partie de la Mauritanie et du Mali.
- Saint Louis FM : appelée aussi La Voix du Nord, pour la région de Saint-Louis du Sénégal.
- Tamba FM : station née en 1968 qui est inaugurée en février 1970. Elle émet de 6 heures à minuit dont 30 % en mandingue et 15 % en wolof.
- Touba FM.
- Thiès FM : fondée en 1999, elle émet de 7 heures à une heure du matin.
- Ziguinchor FM : créée en juillet 1961, cette station concerne les régions de Ziguinchor, et, partiellement, de Kolda et de Kaolack, ainsi que la Gambie et la Guinée-Bissau. Elle diffuse de 7 heures à une heure du matin, notamment en diola et en mandingue.

### Télévision
- RTS 1 : première chaîne nationale généraliste de la RTS.
- RTS 2 : deuxième chaîne de la RTS.
- RTS 3
- RTS 4
- RTS 5